# Wilhelm Boissevain
Wilhelm Theodor Boissevain (Amsterdam, 25 oktober 1880 – Nuis, 19 mei 1945) was een Nederlandse predikant. Hij dankt zijn bekendheid vooral aan zijn inzet voor de NSB.

## Levensloop
Boissevain groeide op binnen de Waalse kerk, onderdeel van de Nederlandse Hervormde Kerk. Boissevain studeerde theologie aan de Rijksuniversiteit Groningen. In 1907 werd hij beroepen tot predikant in Wilhelminadorp en in 1918 in Leiden. Zijn preken hadden doorgaans een sterk wetenschappelijke en filosofische inslag, waardoor zij vaak moeilijk te volgen waren.
Een belangrijke inspirator voor Boissevain was de theoloog en hoogleraar Philippus Jacobus Hoedemaker. Deze stelde dat kerk en staat onlosmakelijk met elkaar verbonden waren. De staat moest luisteren naar de geboden van God en kon niet neutraal zijn, zoals was vastgelegd door Johan Rudolph Thorbecke in de grondwet van 1848. 
Een ander belangrijk ideaal voor Boissevain was de eenheid van de kerk. Hij moest weinig weten van Abraham Kuyper, wiens handelen juist leidde tot een verdeelde kerk. Boissevain schreef regelmatig artikelen waarin hij opriep tot eenheid, maar zijn schrijfsels vonden weinig weerklank. Hij kwam tot de conclusie dat de Hervormde kerk meer baat had bij een katholiek, waarbij een bisschop de gewenste eenheid zou moeten smeden. Hij promoveerde  in 1929 op dit onderwerp met een onderzoek getiteld Evangelische Katholiciteit. In 1932 stond hij op de nominatie voor de functie van kerkelijk hoogleraar aan de Universiteit van Leiden, maar er werd voor iemand anders gekozen.
Halverwege de jaren dertig werd Boissevain lid van de NSB. Hij hoopte dat de NSB de verdeeldheid binnen het Nederlandse volk kon overwinnen, waar dan vervolgens ook de eenheid binnen de kerken uit zou voortvloeien. De NSB kon een theoloog van (enige) naam goed gebruiken wanneer zij zich richtte tot hervormde kiezers. Meinoud Rost van Tonningen prees het "arisch christendom" van Boissevan uitbunding.
Aanvankelijk stond hij nog mild ten opzichte van het jodendom en bepleitte dat de joodse en christelijke uitleg van de Bijbel "geharmoniseerd" moest worden. Na verloop van tijd werd hij steeds kritischer ten opzichte van het jodendom. Tijdens de Tweede Wereldoorlog maakte hij geen bezwaar tegen de jodenvervolging. Hij wilde wel dat er een uitzondering werd gemaakt voor Joden die het christendom aanhingen. 
In de oorlog verscheen het boek De kerk op den tweesprong, waarin hij de Nederlandse kerken opriep zich achter het beleid van de Duitse bezetter te scharen. In de loop van de oorlog vervreemde Boissevain steeds meer van de hervormde kerk vanwege haar (doorgaans) afwijzende houding van het nazisme.
Boissevain groeide uit tot de persoonlijk adviseur van NSB-leider Anton Mussert. Na Dolle Dinsdag sloeg hij op de vlucht en vond onderdak in het noorden in Marum waar hij werkte als privésecretaris van de NSB-burgemeester van Marum. Op 23 maart 1945 viel Boissevain van de trap in het gemeentehuis. Krap twee maanden later overleed hij aan zijn verwondingen.

## Persoonlijk
Boissevain trouwde in 1907 met Catharina Johanna Elisabeth Modderman. Uit dit huwelijk kwamen drie kinderen voort. In 1920 ging het echtpaar uit elkaar. In 1941 hertrouwde hij met Leuntje de Wit, met wie hij nog een kind kreeg.
- Biografisch Portaal: 69109603
- Digitale Bibliotheek voor de Nederlandse Letteren: bois038
- Gemeinsame Normdatei: 140249591
- International Standard Name Identifier: 0000 0000 8404 9338
- Library of Congress Control Number: n2010046245
- Nederlandse Thesaurus van Auteursnamen: 069618577
- Virtual International Authority File: 103787049
- WorldCat: E39PBJvcXGWx477Gc3wKMVMHG3